# Schrotthorn
Das Schrotthorn (ital. Corno del Ceppo, 2590 m s.l.m.) ist ein Berg im mittleren Ostkamm der Sarntaler Alpen. Von Osten zeigt es sich als beherrschender Berg am Talende des Schalderer Tales. Von Westen, vom Durnholzer Tal gesehen, bildet es zusammen mit der etwas mehr als einen halben Kilometer nordwestlich liegenden Leierspitze (auch Leyrspitze, 2542 m) einen stattlichen Gipfelaufbau, wirkt aber weniger mächtig als von der Westseite. Als höchster Berg der näheren Umgebung bietet das Schrotthorn eine umfassende Aussicht, insbesondere auf die Dolomiten. Wenig südlich des Gipfels liegt die Schalderer Scharte (2324 m), ein Übergang vom Eisacktal über das Schalderer Tal zum Durnholzer Tal und Sarntal. Auf dem Gipfel befindet sich ein ungewöhnlich großes Gipfelkreuz.

## Anstiege
Die Besteigung erfolgt meist über die südlich des Gipfels liegende Schalderer Scharte. Diese kann von Westen, von Durnholz, oder von Osten, von Schalders, erreicht werden. Der Anstieg von Durnholz ist bedeutend kürzer und beginnt am Durnholzer See. Bis zur Schalderer Scharte benötigt man von dort etwa 2½ bis 3 Stunden. Von der Scharte geht es nun unschwierig über den Gras bewachsenen, teils schrofigen breiten Südrücken in etwas weniger als 45 Minuten auf den Gipfel. Der gesamte Anstiegsweg ist markiert.